# Paul Schreiber

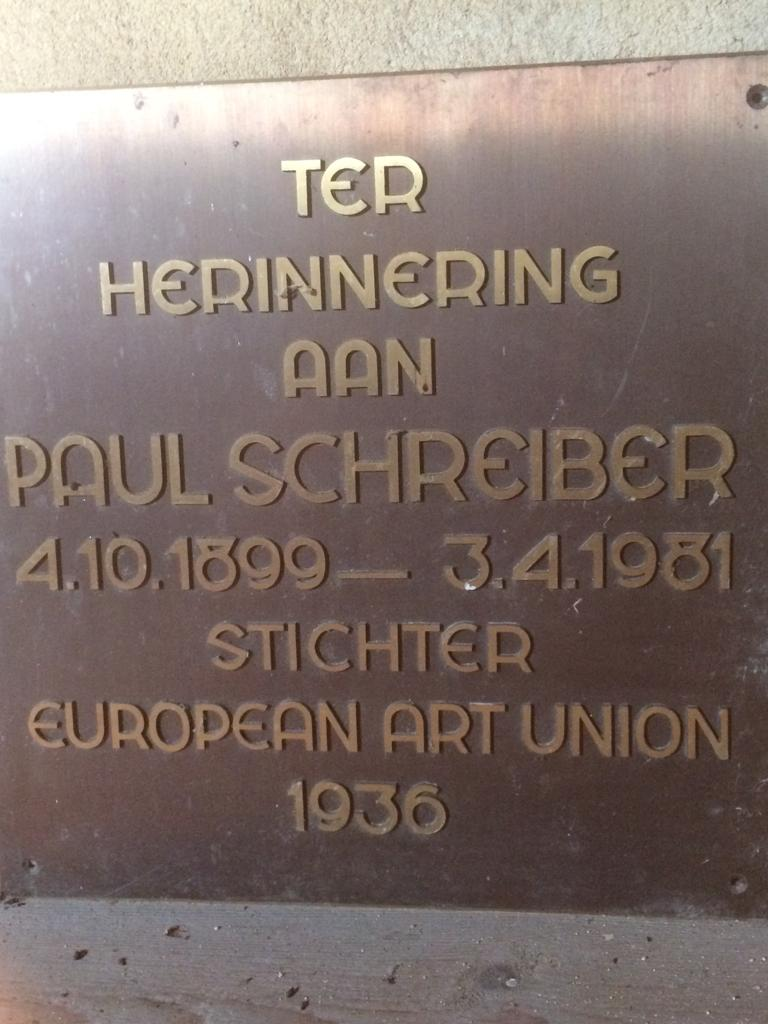
gevelplaquette Paul Schreiber

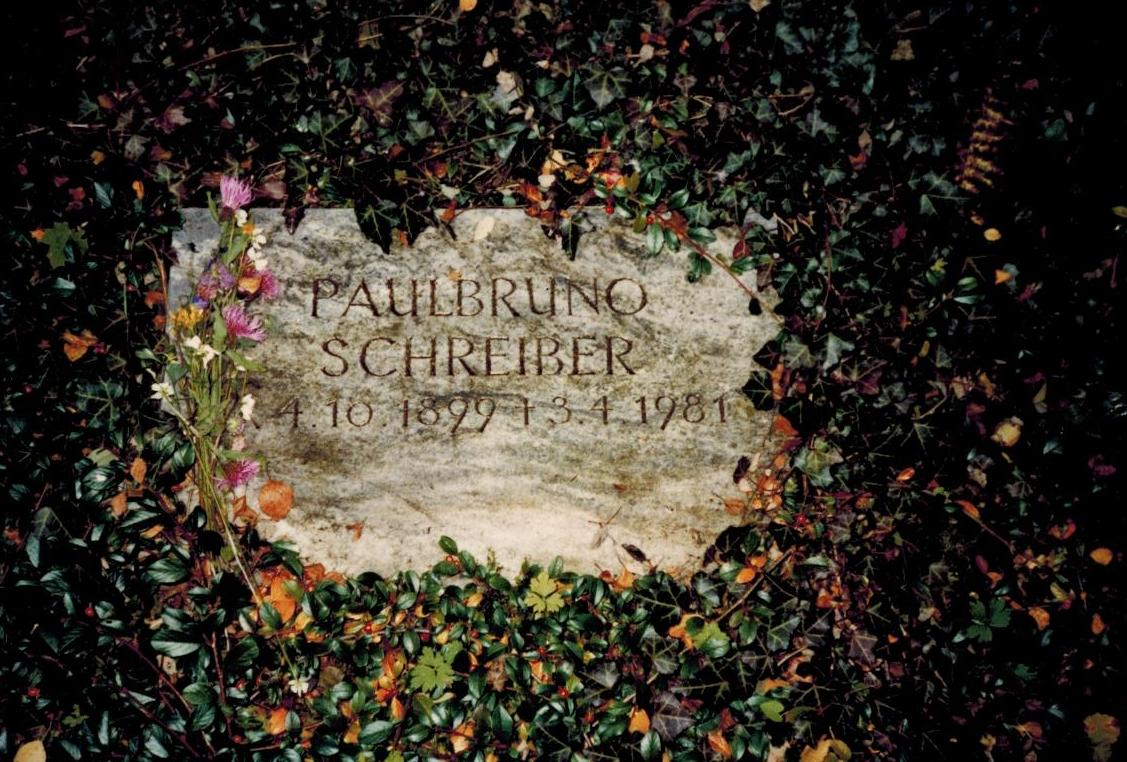
Paulbruno Schreiber 1899-1981

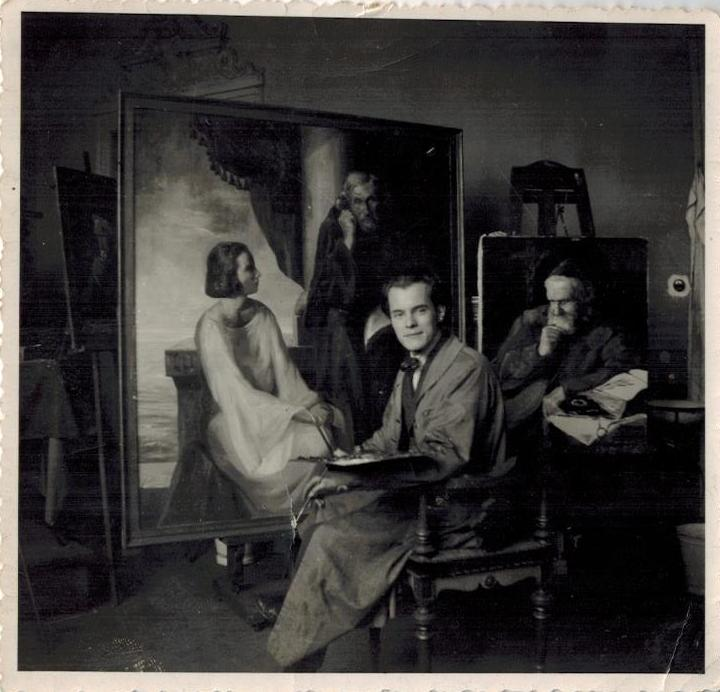
Paul Schreiber - Berlin ca. 1920

Paul Bruno Schreiber (Baden-Baden, 4 oktober 1899 – Lautrach, 3 april 1981) was een Duits kunstschilder, uitvinder en filmregisseur. Hij produceerde en regisseerde de eerste Nederlandse fantasyfilm na de Tweede Wereldoorlog: Myrte en de demonen.

## Levensloop
Schreiber werkte in de periode 1921-1930, ten tijde van de Weimarrepubliek, als kunstschilder (o.a. decorschilder) in Berlijn. Hij was lid van "Wirtschaftlichen Verband bildender Künstler Berlins" en het "Reichsverband Bildender Künstler Deutschlands". In 1933 vluchtte hij vanwege het opkomend nazisme in Duitsland naar Amsterdam (Damrak). 
In 1936 richtte hij de Europese Kunst Unie op, een stichting die de kunst in het algemeen en de fotografie in het bijzonder propageerde. In 1947 regisseerde Schreiber de sprookjesfilm Myrte en de demonen. Tevens schreef hij het scenario voor de film en trad hij op als uitvoerend producent. Zijn dochter Paulida speelde de hoofdrol. Het camerawerk was van Bert Haanstra en Dirk de Herder. De film werd opgenomen op Huis te Manpad in Heemstede, dat was gehuurd door de Europese Kunst Unie. Er verscheen een gelijknamige boekuitgave met illustraties door Rie Reinderhoff. 
Na de Tweede Wereldoorlog liet Schreiber zich inspireren door Jozef Rulof. Schreiber bewerkte "De sleutel van het leven", "De kringloop der ziel" en "Mensen en maskers" van de door Rulof onder het pseudoniem André Dectar uitgegeven boeken.
Schreiber was getrouwd met Susanne Frieda Menzel, van wie hij in 1947 scheidde. In 1948 hertrouwde hij met de kinderboekenschrijfster Ida Weggelaar. Hij had twee dochters, Paulida Weggelaar (roepnaam Polly) en Maria (Mariele) Schreiber. Om inspiratie op te doen woonde Schreiber op landgoederen als Huis te Manpad in Heemstede, landgoed "de Bonenburg" in Heerde, landhuis "de Kroeskamp" eveneens in Heerde en Schloss Lautrach in Lautrach, in de deelstaat Bayern in Duitsland. 
In de jaren vijftig vond hij spirit-color uit, een apparaat/methode om zwart-witfilm te kleuren.
Na zijn terugkeer naar Duitsland (ca. 1960) werkte Paul verder aan zijn spirit-color-uitvinding en spendeerde veel tijd aan zijn passie als kunstschilder. De meeste van zijn werken zijn verkocht, maar een aantal is nog in privébezit bij de erven van Schreiber.
Schreiber overleed op 3 april 1981 in Lautrach. 
Het Herdermuseum in de Nederlandse plaats Zijderveld, dat vijf jaar bestaan heeft, had een gevelplaquette ter ere van Schreiber.

## Werken
De onderstaande werken zijn in privébezit en hangen in Schloss Möhren in Treuchtlingen, Duitsland.

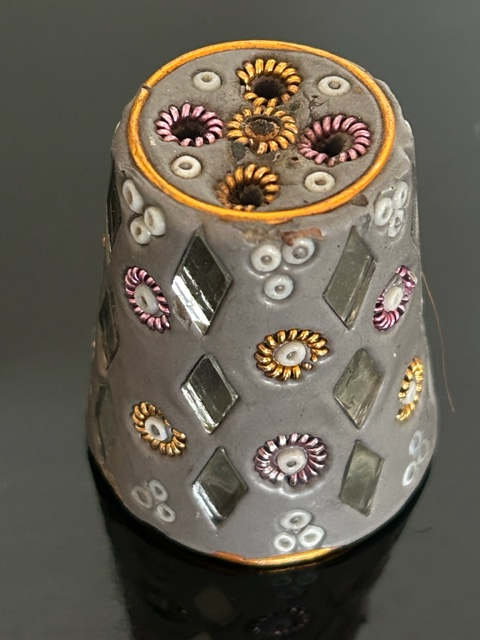
inspiratie-bron Schilderij Paul Schreiber
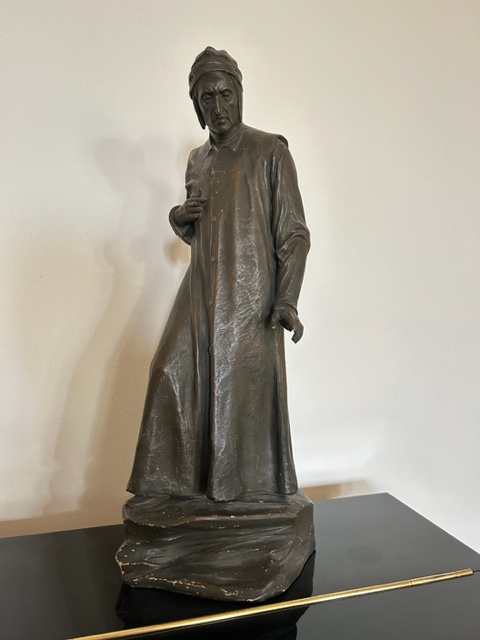
inspiratie-bron Schilderij Paul Schreiber - Dante Alighieri
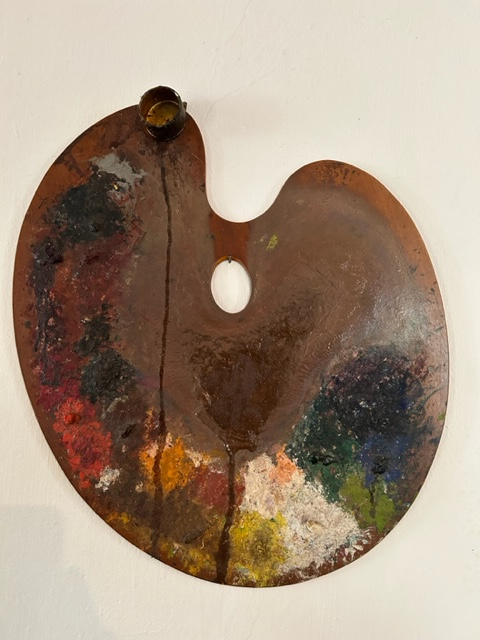
Paul Schreiber - Schilderpalet
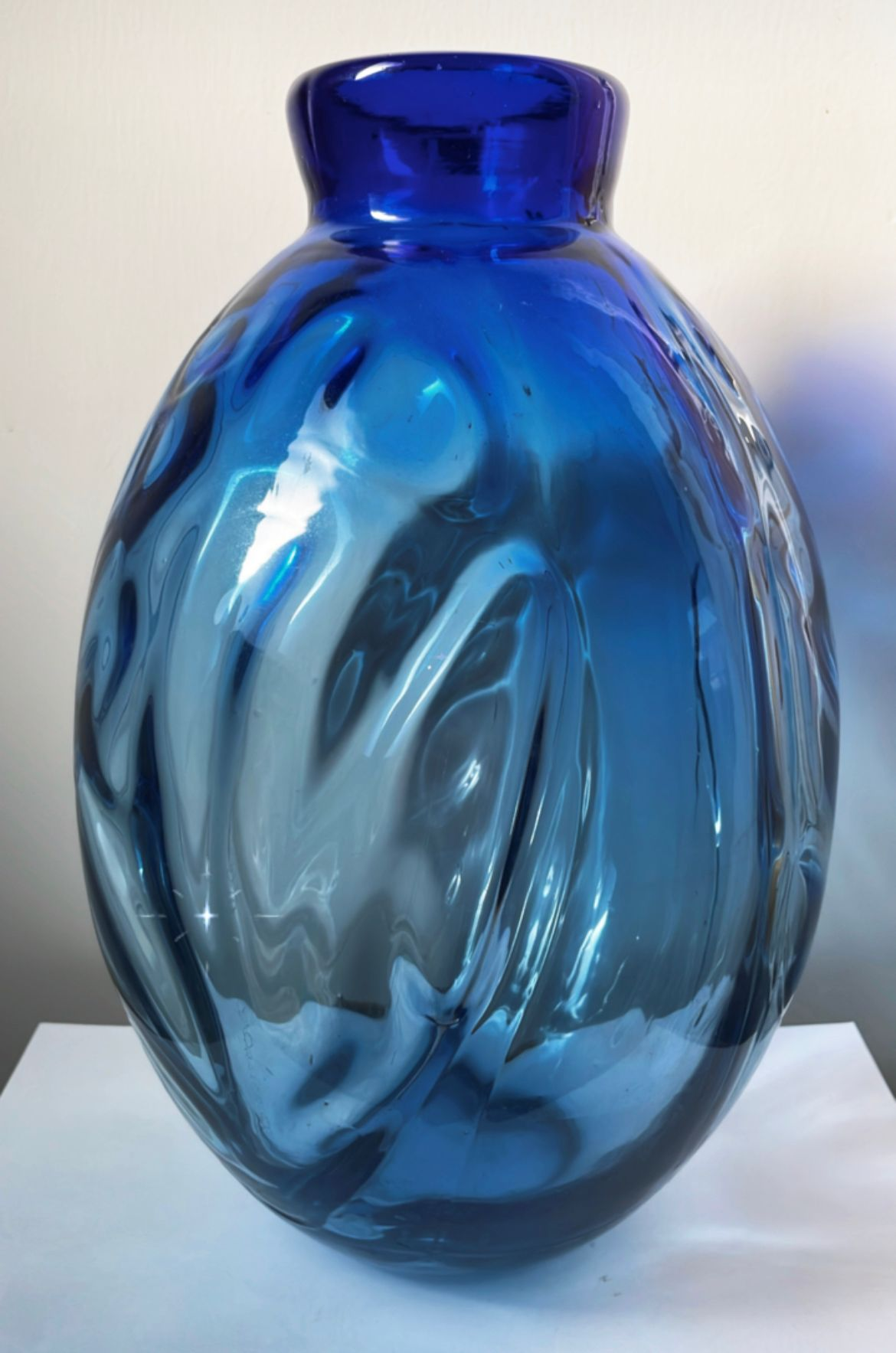
Paul Schreiber - schilderij - blauwe vaas

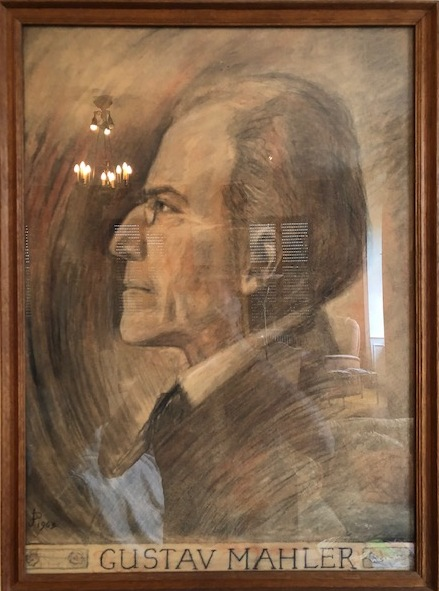
Gustav Mahler
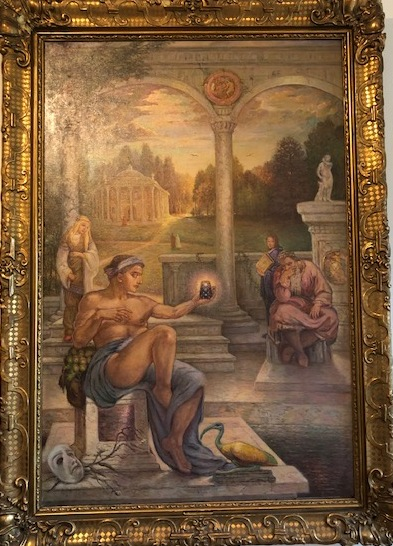
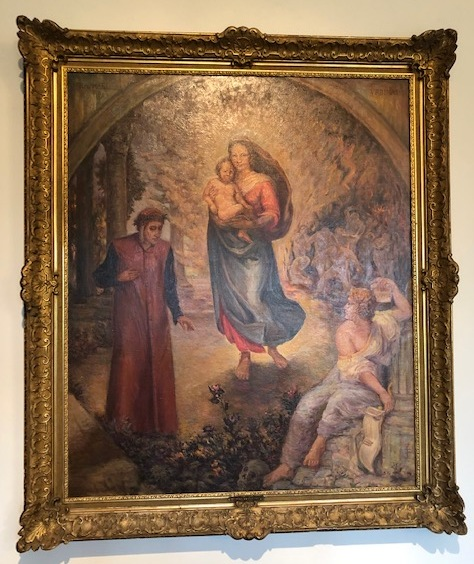
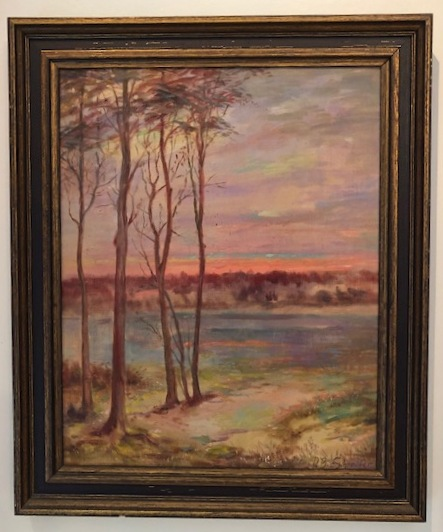
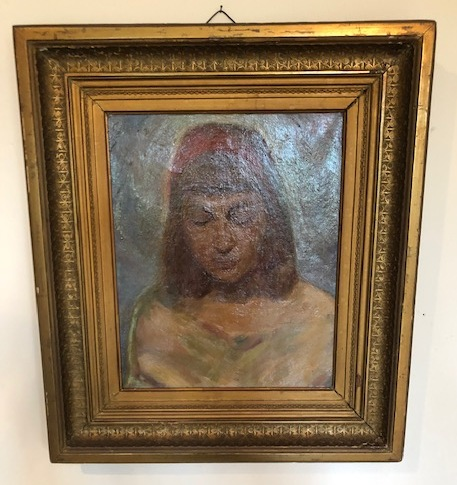
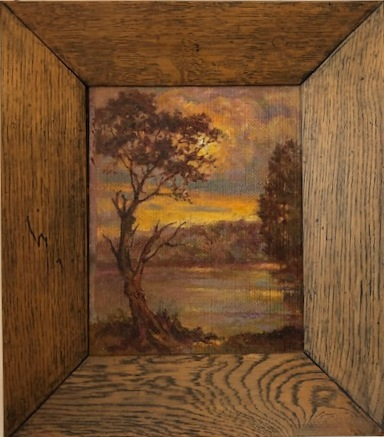
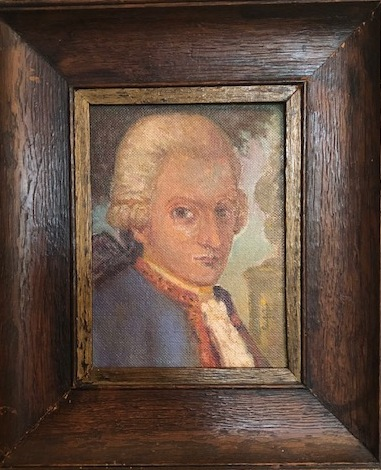
Wolfgang Amadeus Mozart
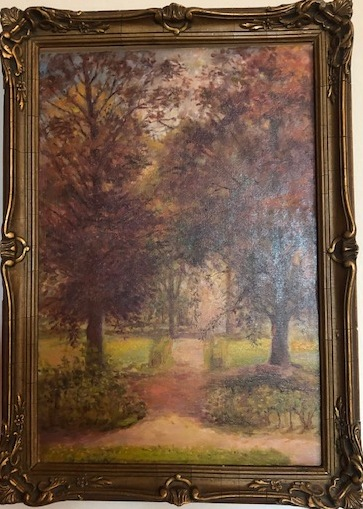
Schlosspark Lautrauch
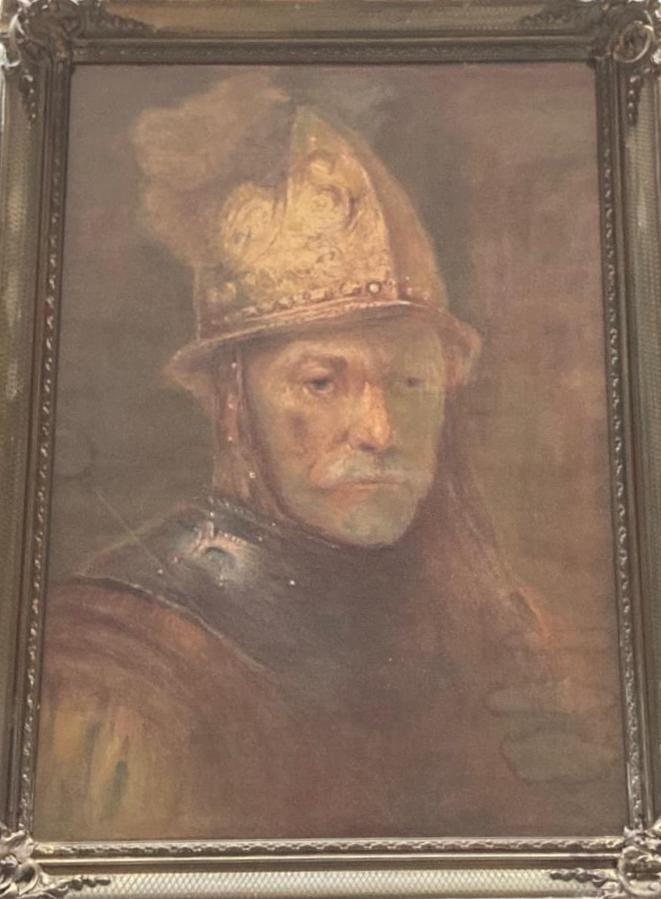
Man met de Gouden Helm - Rembrandt
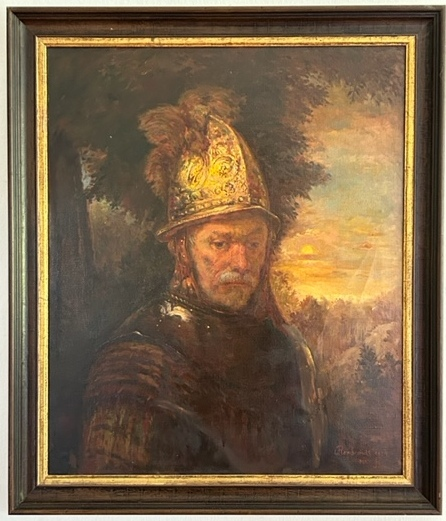
Man met de Gouden Helm - Olieverf - Rembrandt
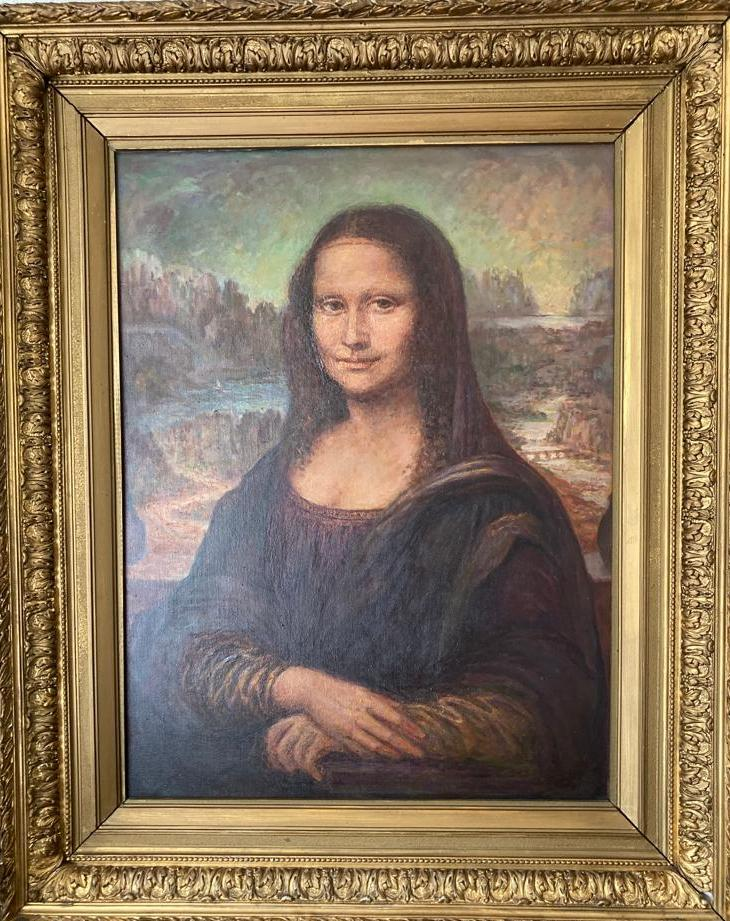
Mona Lisa - Leonardo da Vinci
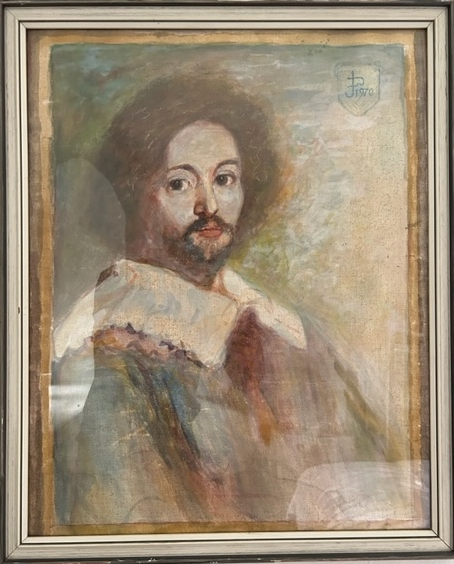
onbekend - 1979
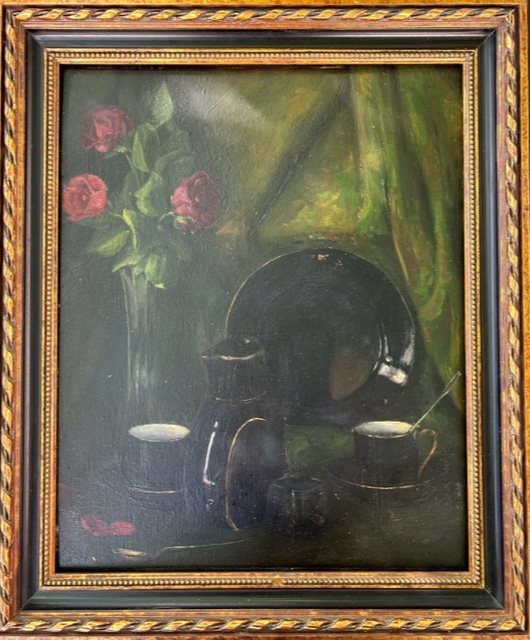
Stilleven Berlijn 1920+
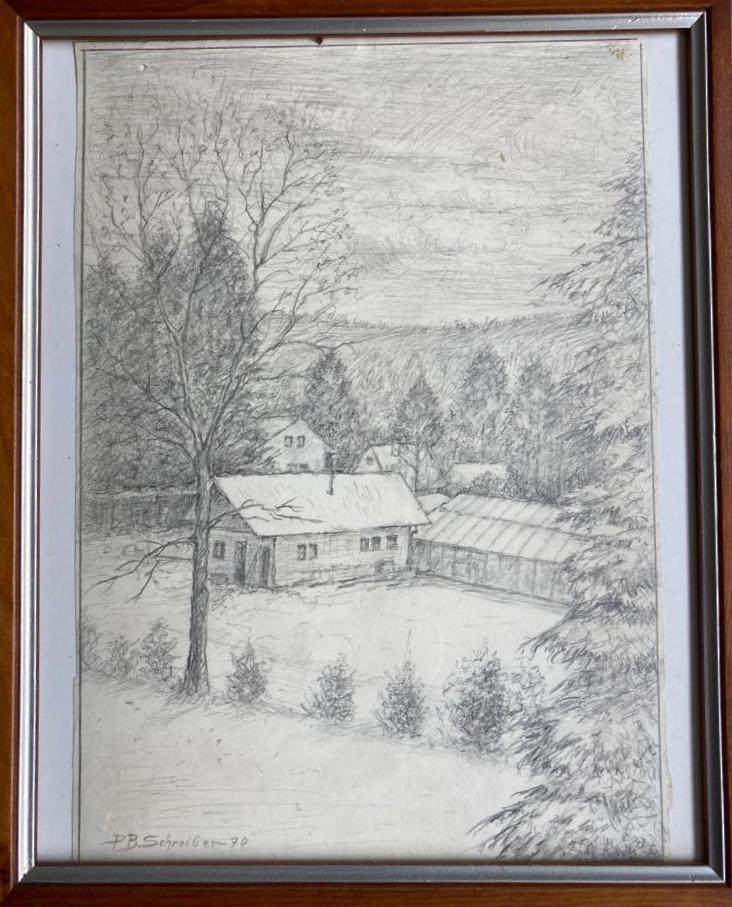
unknown: vermoedelijk Lautrach - Gärtnerei Herr Janka  (Schlosspark)
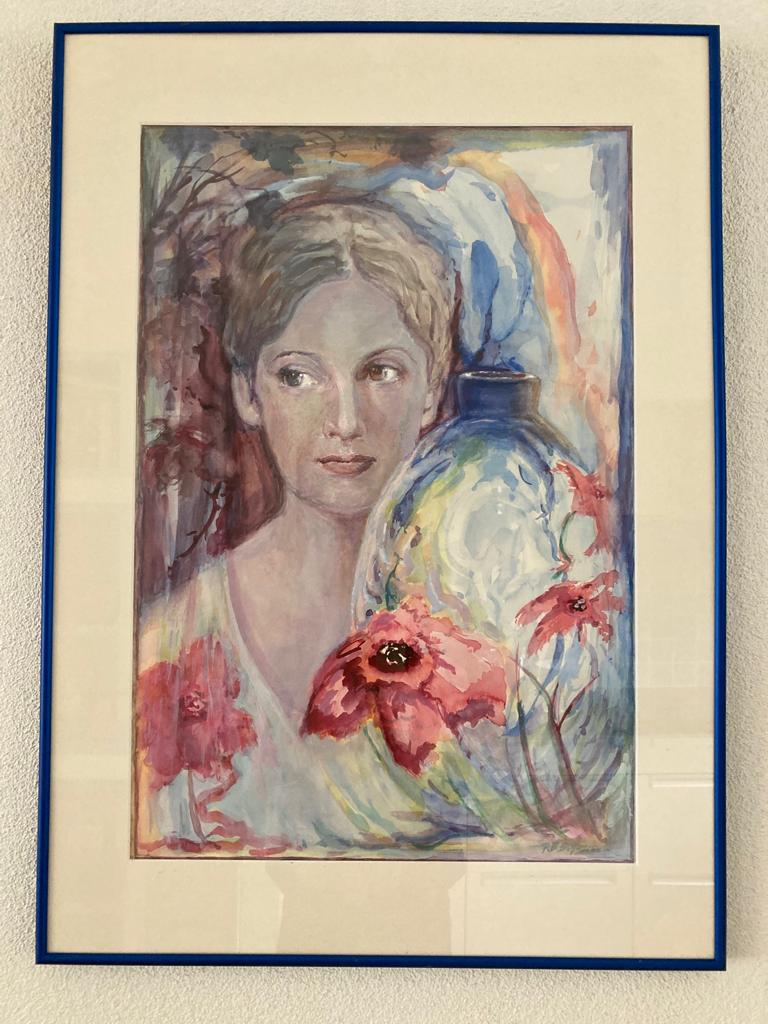
Ida Schreiber-Weggelaar
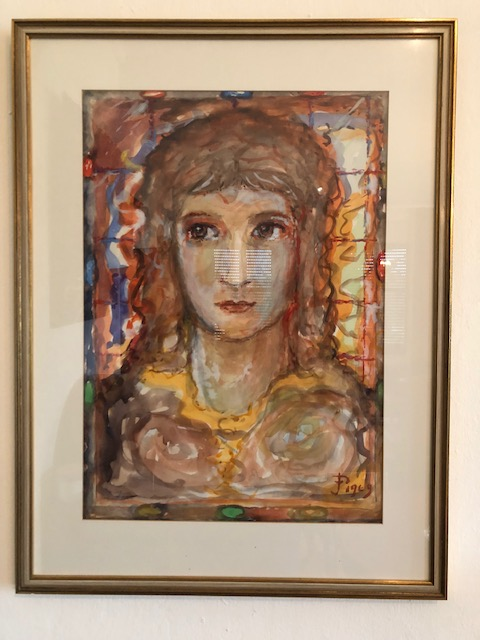
Ida of Polly Weggelaar
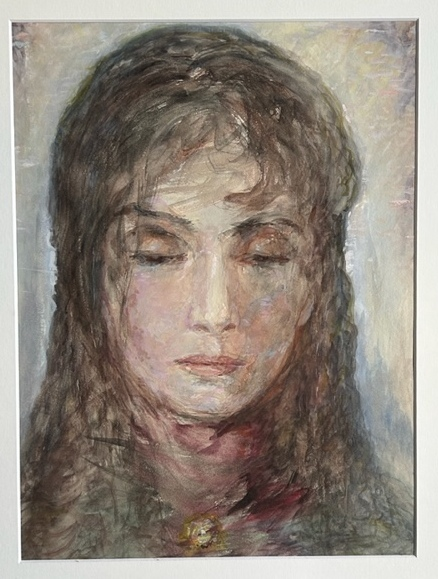
Polly of Ida Weggelaar
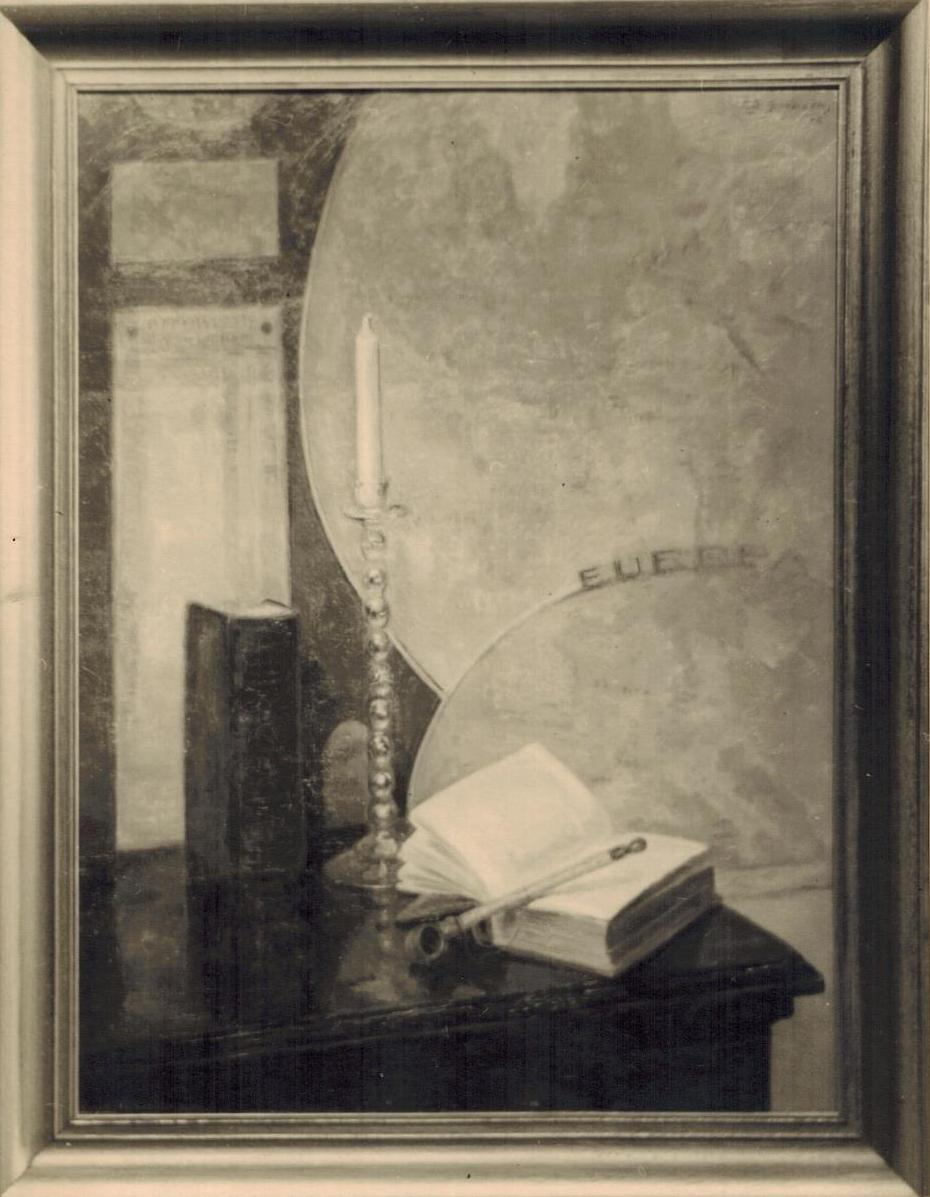
tekening - Europa

## Schetsen
De onderstaande schetsen zijn in privébezit en gearchiveerd in Schloss Möhren in Treuchtlingen, Duitsland.

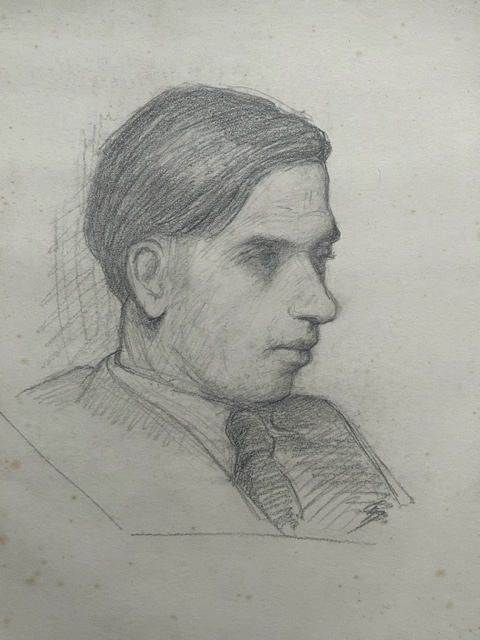
Paul Schreiber - schets - Man - buste
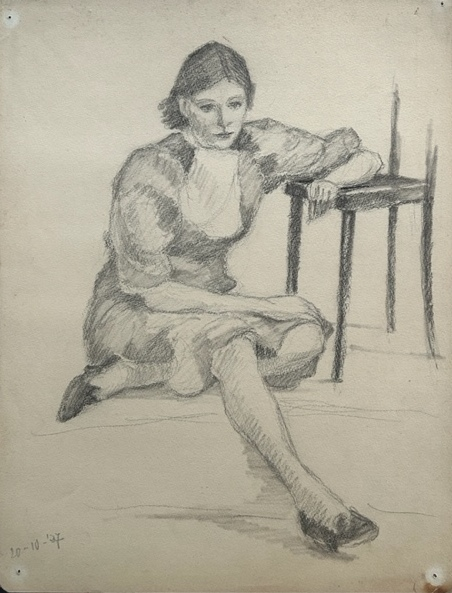
Paul Schreiber - schets - vrouw - 20-10-1937
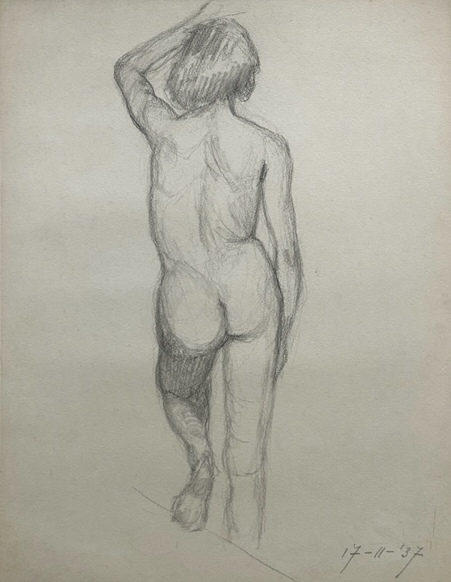
Paul Schreiber - schets - vrouw - nude - 17-11-1937
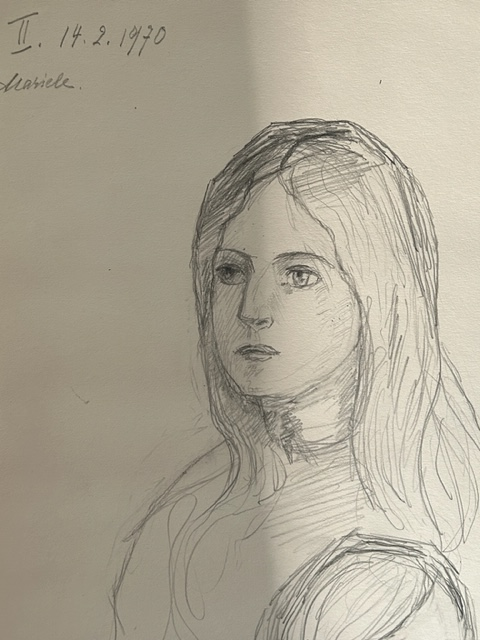
Paul Schreiber - schets - vrouw - Dochter Mariele II -14-02-1970
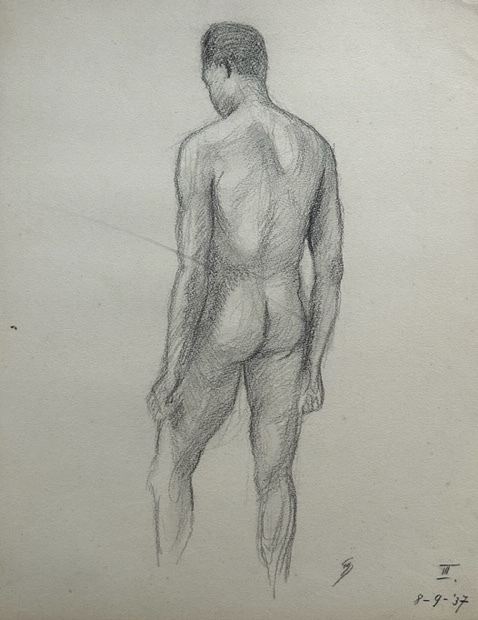
Paul Schreiber - schets - Man - nude - 08-09-1937
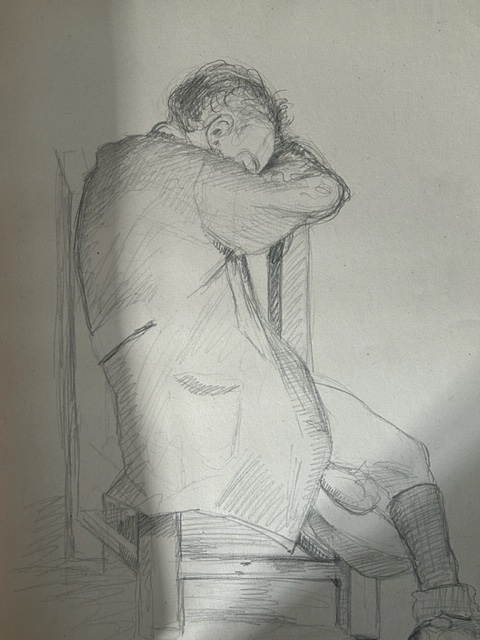
Paul Schreiber - schets - Man - sitting
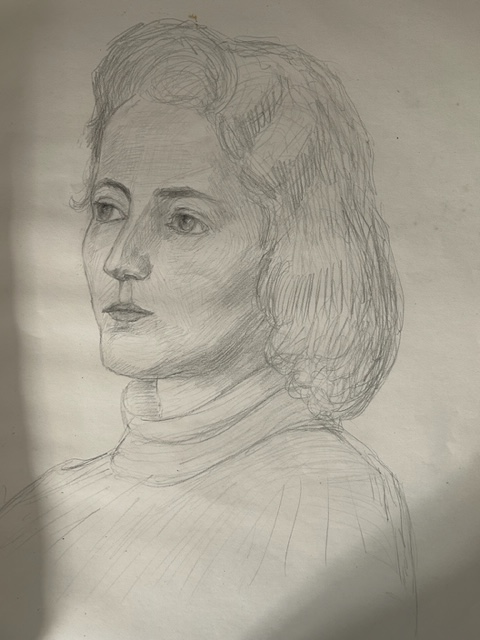
Paul Schreiber - schets - vrouw - Ida
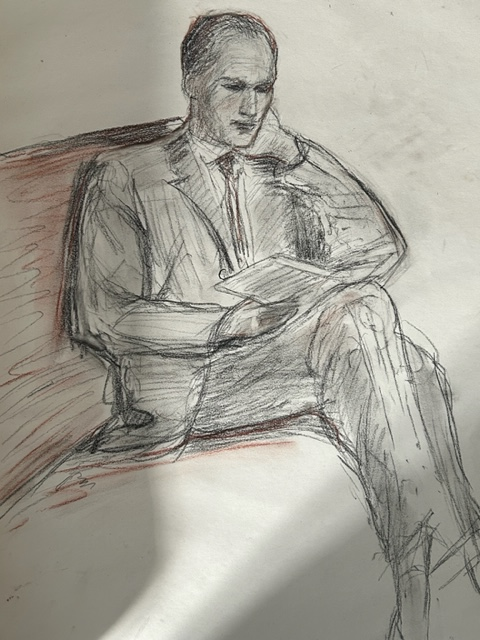
Paul Schreiber - schets - Man - reading
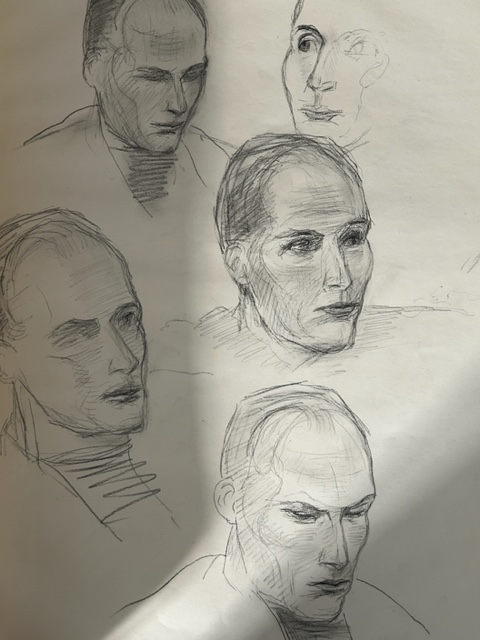
Paul Schreiber - schets - Man - hoofd - studie
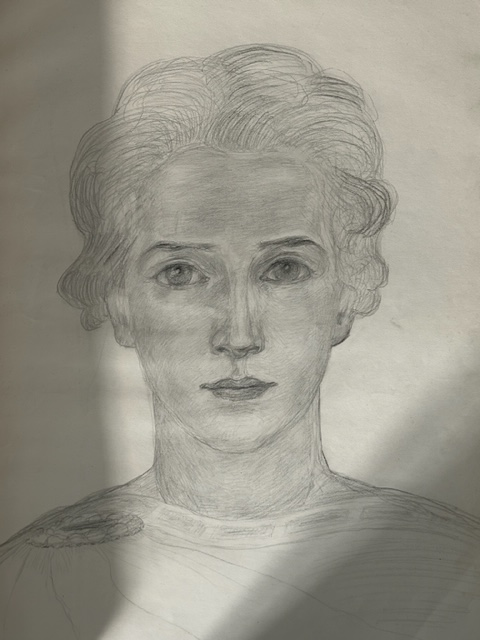
Paul Schreiber - schets - vrouw - unknown
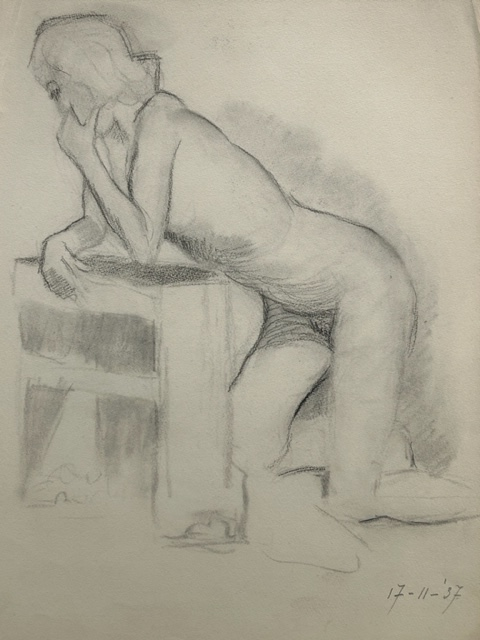
Paul Schreiber - schets - vrouw - nude - 17-11-1937
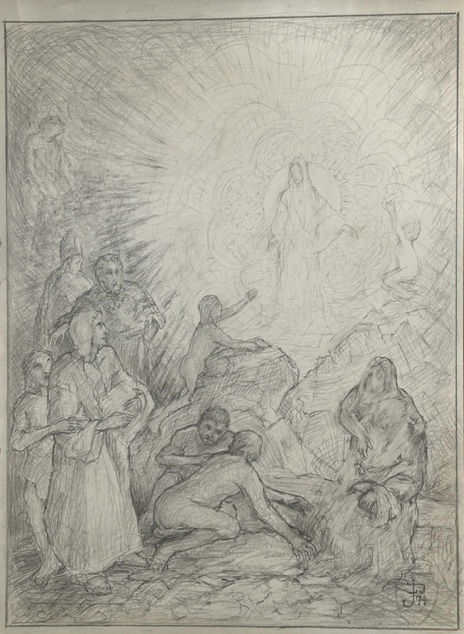
Paul Schreiber - schets - unknown - Christus
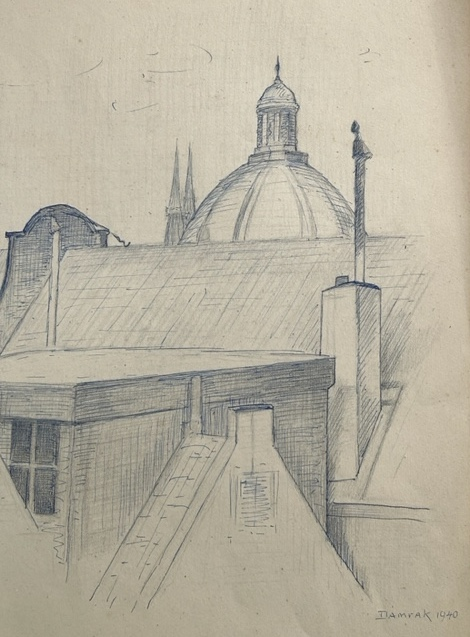
Paul Schreiber - schets - Amsterdam - Damrak - 1940
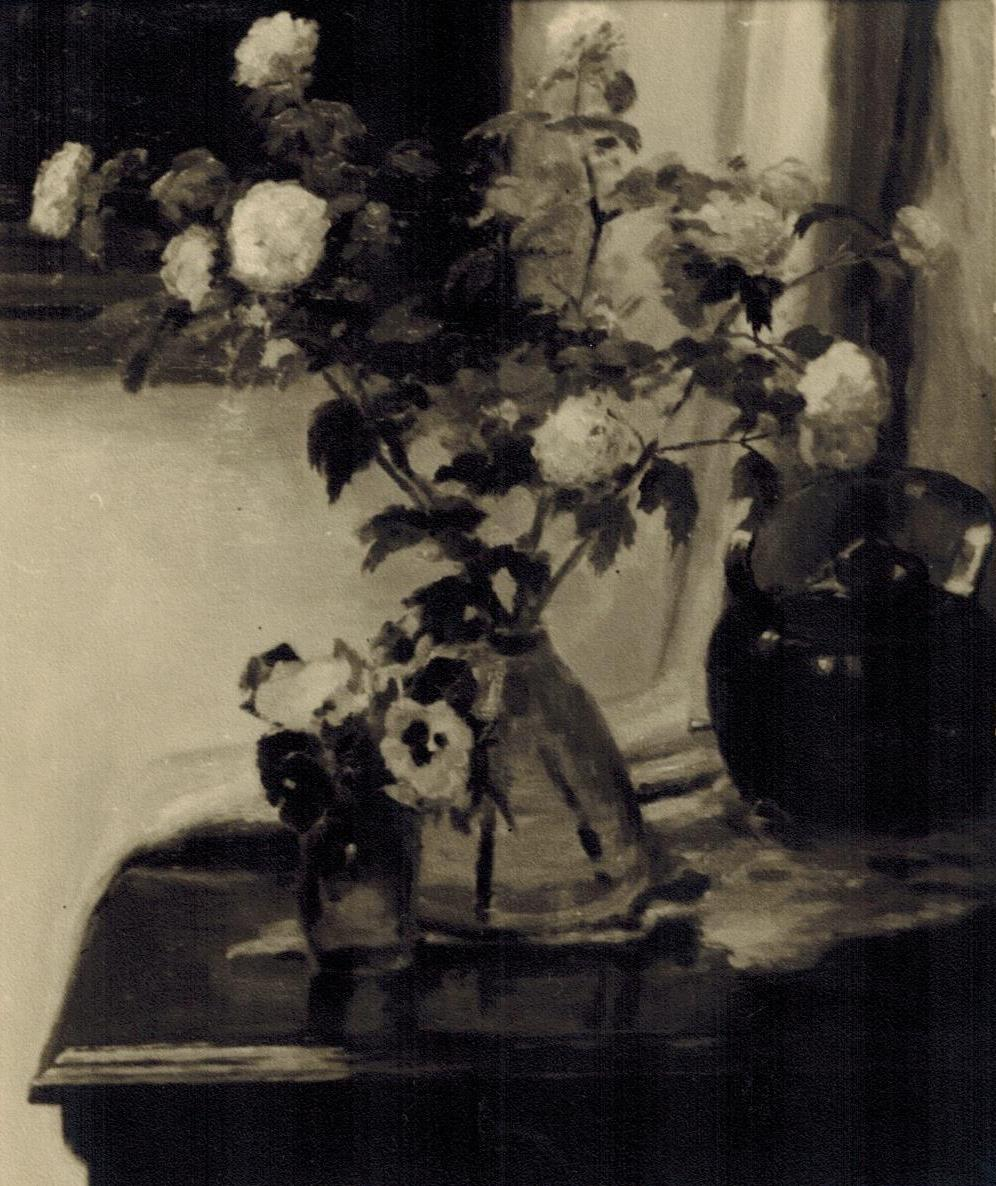
Paul Schreiber - tekening - stilleven - 15-09-1942
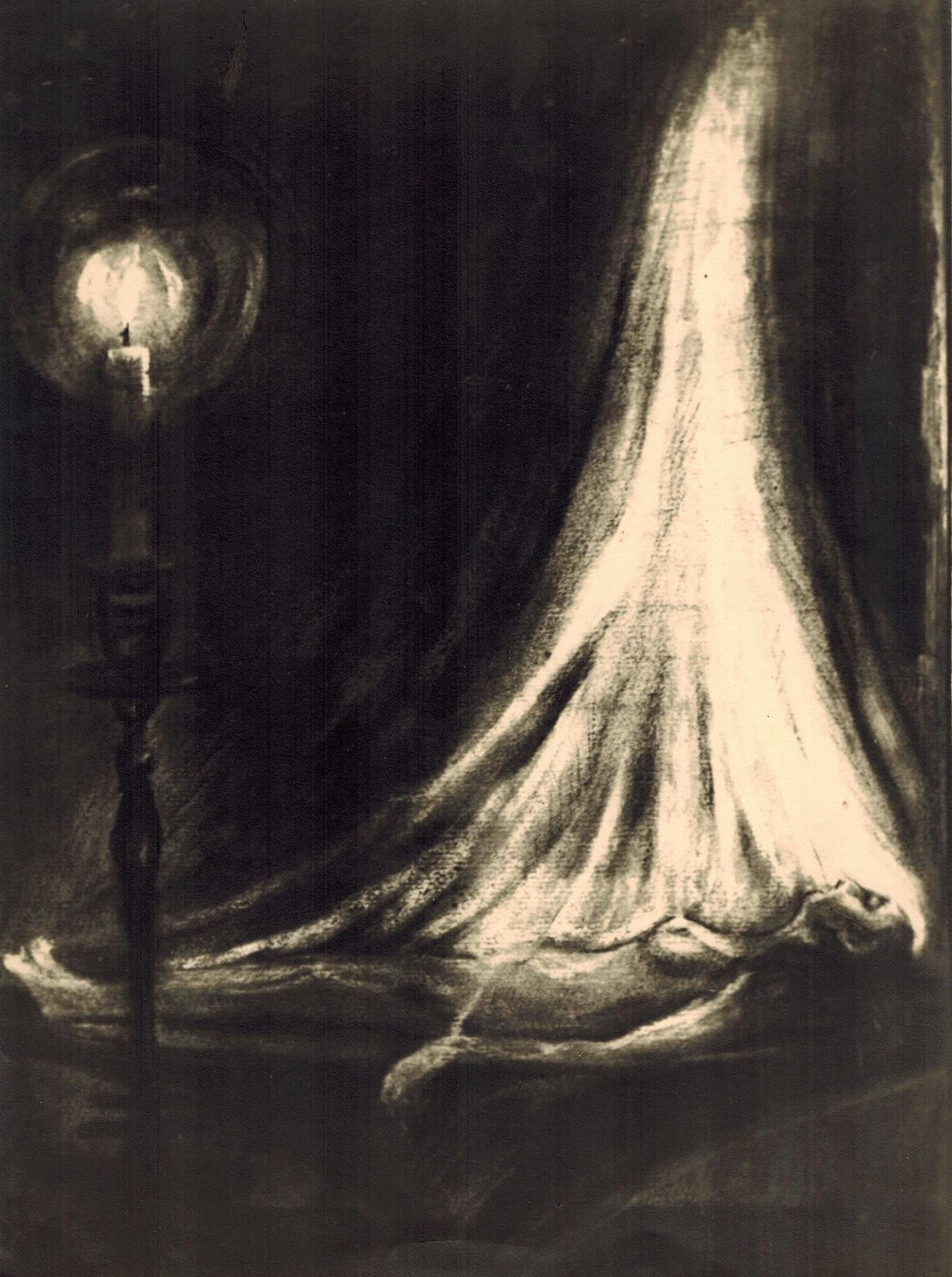
Paul Schreiber - tekening - Stilleven